# Penstemon amphorellae
Penstemon amphorellae är en grobladsväxtart som beskrevs av Crosswhite. Penstemon amphorellae ingår i släktet penstemoner, och familjen grobladsväxter. Inga underarter finns listade i Catalogue of Life.